# Implantación de iones

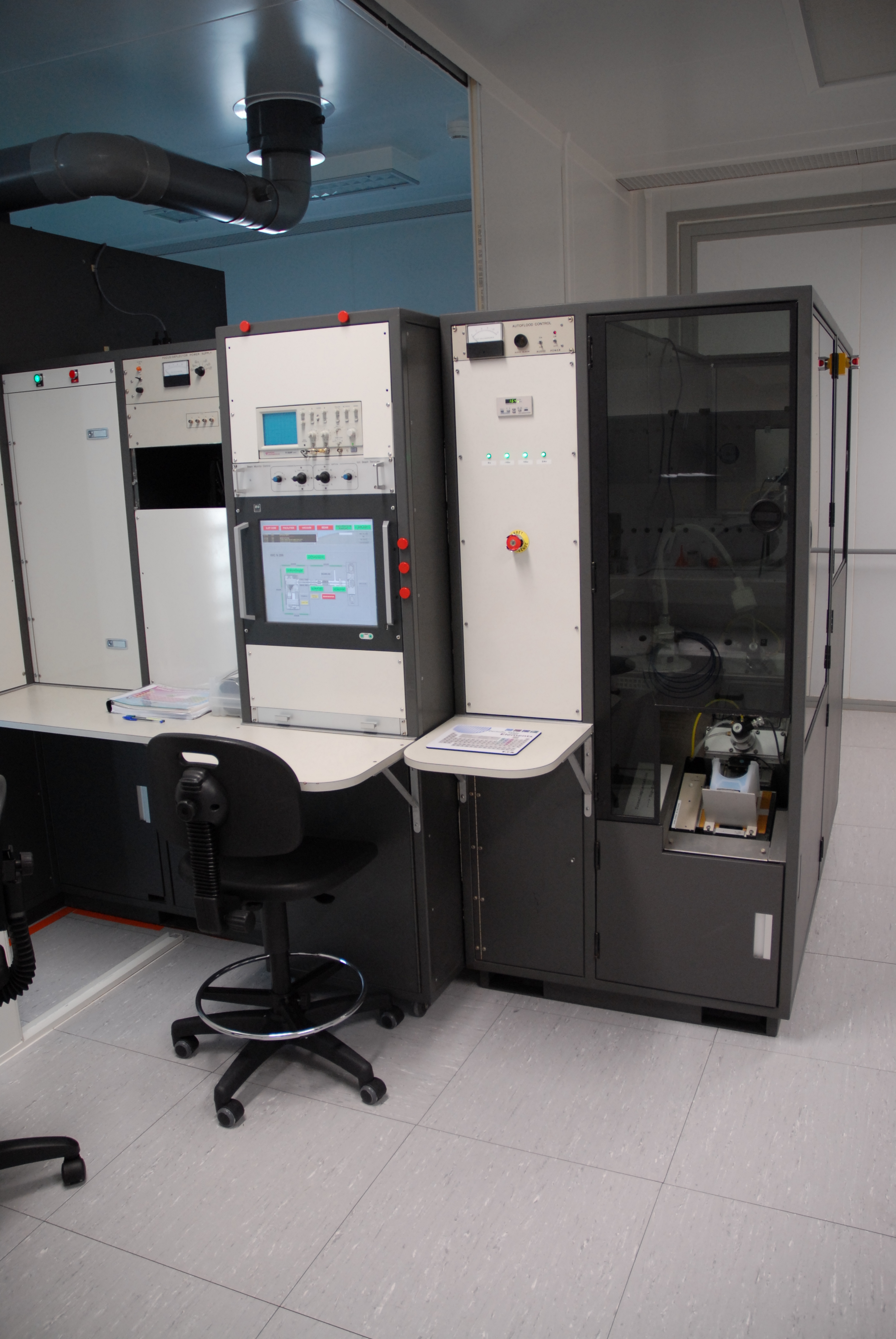
Sistema de implantación de iones en las instalaciones del Laboratorio de Análisis y Arquitectura de Sistemas (LAAS) de Toulouse, Francia.

La implantación de iones es un proceso propio de la ingeniería de materiales por el cual los iones de un material pueden ser implantados en otro sólido, cambiando por tanto las propiedades físicas de este último. La implantación de iones es utilizada en la fabricación de dispositivos semiconductores y en el revestimiento de algunos metales, así como en diversas aplicaciones orientadas a la investigación en ciencia de materiales. Los iones provocan, por una parte cambios químicos en el objetivo, ya que pueden ser de un elemento distinto al que lo compone, y por otra un cambio estructural, puesto que la estructura cristalina del objetivo puede ser dañada o incluso destruida.
La implantación iónica se desarrolló como un método para producir la unión p-n de dispositivos fotovoltaicos a finales de los años 70 y comienzos de los 80, junto con el uso de haz de electrones pulsados para el recocido rápido, aunque hasta la fecha no se ha utilizado para la producción comercial.

## Principio general

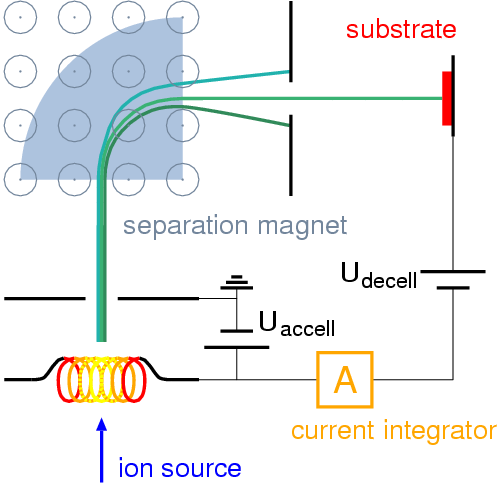
Esquema del proceso de implantación de iones con separador de masas.

El equipamiento necesario para la implantación de iones suele consistir en una fuente de iones que produce los iones del elemento deseado, un acelerador donde dichos iones son electrostáticamente acelerados hasta alcanzar una alta energía, y una cámara donde los iones impactan contra el objetivo. Cada ion suele ser un átomo aislado, y de esta manera la cantidad de material que se implanta en el objetivo es en realidad la integral respecto del tiempo de la corriente de ion. Esta cantidad es conocida como dosis. Las corrientes suministradas suelen ser muy pequeñas (microamperios), y por esto la dosis que puede ser implantada en un tiempo razonable es también pequeña. Por todo esto, la implantación de iones encuentra aplicación en los casos en que el cambio químico necesario. 
Las energías típicas de ion se encuentran en el rango de 10 a 500 keV (1600 a 80 000 aJ). También pueden utilizarse energías entre 1 y 10 keV (160 a 1600 aJ), pero la penetración de los iones es de apenas unos nanómetros o incluso menos. Energías inferiores resultarían en un daño prácticamente nulo al objetivo, recibiendo el nombre de deposición de haces de iones. Pueden ser utilizadas altas energías mediante aceleradores capaces de elevar la energía de los iones hasta los 5 MeV (800 000 aJ), los cuales son bastante comunes. Sin embargo, esto suele provocar un notable daño estructural al objetivo y además como la profundidad de distribución es importante, el cambio de la composición neta en un punto cualquiera del objetivo será reducido.
La energía de los iones junto con la especie de ion y la composición del objetivo determinan la profundidad de penetración de los iones en el sólido: Un haz de iones monoenergético generalmente tendrá una gran profundidad de distribución. La penetración media recibe el nombre de rango iónico. Bajo circunstancias típicas los rangos oscilan entre los 10 nm y 1 μm. De este modo, la implantación de iones es especialmente útil en los casos en que se busca que el cambio químico o estructural suceda cerca de la superficie del objetivo. Los iones van perdiendo gradualmente su energía a medida que viajan a través del sólido a causa tanto de las colisiones ocasionales con los átomos del objetivo (que suponen abruptas transferencias de energía) como de un suave arrastre provocado por la coincidencia de orbitales electrónicos (un proceso que sucede continuamente). La pérdida de la energía de ion en el objetivo se conoce como parada.

## Aplicación en lafabricación de dispositivos semiconductores

### Dopado
La introducción de impurezas en un semiconductor es la aplicación más común de la implantación de iones. Los iones dopantes de boro, fósforo o arsénico entre otros suelen proceder de fuentes gaseosas debido a su gran pureza, si bien estos gases pueden ser muy tóxicos. Una vez implantados en el semiconductor, cada átomo dopante origina un desplazamiento de carga en el semiconductor (hueco o electrón, dependiendo de si es un dopante tipo P o tipo N), de forma que se modifica la conductividad del semiconductor a su alrededor.

### Silicon on Insulator
Un importante método para la preparación de sustratos "Silicon on Insulator" (SOI) a partir de sustratos convencionales de silicio es el proceso SIMOX (Separación por IMplantación de OXígeno), en el cual un implante con una alta dosis de oxígeno en su interior es convertido a óxido de silicio mediante recocido a altas temperaturas. 
La fusión de obleas es un método alternativo para la preparación de sustratos SOI. En ese caso se fusionan físicamente un sustrato de silicio oxidado térmica o químicamente con un segundo sustrato, para después retirar parte de este último. De esta forma se consigue una región activa con un grosor específico. Mientras que la eliminación del segundo sustrato suele realizarse mediante técnicas convencionales de rayado o pulido, el método SmartCut desarrollado por SOITEC utiliza la implantación de iones para determinar el grosor del sustrato remanente.

### Mesotaxia
El término mesotaxia se refiere al crecimiento de una fase de igual estructura cristalina bajo la superficie del cristal semiconductor (compárese con epitaxia, donde dicha fase aparece en la superficie). En este proceso, los iones son implantados a una alta energía y dosis para poder crear una capa de una segunda fase, además de ser necesario controlar la temperatura para evitar que la estructura cristalina del objetivo se destruya. La orientación de la capa puede ser manipulada hasta conseguir que coincida con la del objetivo, aunque la estructura exacta y el parámetro de red sean muy diferentes. Por ejemplo, tras la implantación de iones de níquel en una oblea de silicio se obtiene una capa de siliciuro de níquel que crece siguiendo la orientación del silicio de la oblea.

## Aplicación en revestimientos para metales

### Refuerzo de herramientas de acero
Es posible implantar iones de nitrógeno u otros en herramientas de acero tales como brocas de taladros. El cambio estructural causado por la implantación produce tensiones de compresión en la superficie del acero, protegiéndolo de la propagación de grietas. El cambio químico, por su parte, puede hacer que la herramienta sea más resistente a la corrosión.

### Revestimiento de superficies
En ciertas aplicaciones, como por ejemplo dispositivos protésicos tales como juntas artificiales, se busca que las superficies sean muy resistentes tanto a la corrosión química como a la fricción. La implantación de iones es empleada en estos casos para manipular las superficies de dichos dispositivos para conseguir una mayor fiabilidad.

## Algunos problemas de la implantación de iones

### Daño cristalográfico
Cada ion individualmente produce muchos defectos puntuales en el cristal objeto del impacto como son las vacantes y los intersticiales. Las vacantes son puntos de la red cristalina que no están ocupados por ningún átomo: en este caso el ion colisiona con el átomo del objetivo, resultando una importante transferencia de energía que obliga a este último a abandonar su posición en la estructura. Este átomo del sólido se convierte así en un proyectil que lo atraviesa, pudiendo provocar sucesivas colisiones. Los intersticiales aparecen cuando algunos átomos (o el propio ion original) llegan al sólido y no encuentran huecos vacantes en la red. Estos defectos puntuales pueden moverse y aglomerarse, resultando en bucles de dislocación y otros defectos.

### Recuperación de los daños
Como los daños causados por la implantación de iones a la estructura cristalina no suelen ser deseados, al proceso de implantación de iones le sigue a menudo un recocido térmico. Este proceso puede ser interpretado como una recuperación de los daños sufridos.

### Amorfización
El daño causado a la estructura cristalina puede llegar a ser lo suficientemente elevado como para volver totalmente amorfa la superficie del objetivo: por ejemplo, puede convertirse en un sólido amorfo (los sólidos fruto de una fusión reciben el nombre de vidrio). En algunos casos, es preferible la amorfización completa del objetivo a un cristal con muchos defectos: una película amorfa puede ser reconstruida a temperaturas más bajas que las necesarias para recocer un cristal altamente dañado.

### Pulverización catódica
Algunas de las colisiones pueden hacer que los átomos del objetivo salgan despedidos de la superficie sufriendo lo que se conoce como pulverización catódica, de modo que la implementación de iones irá creando un surco en ella. Este efecto solamente es apreciado para dosis muy altas.

### Formación de canales
Si hay una estructura cristalográfica en el objetivo, y especialmente en los sustratos semiconductores donde la red cristalina está más abierta, las direcciones cristalográficas particulares ofrecen mucha menor parada que el resto de direcciones. El resultado es que el rango de un ion puede ser mucho mayor si éste viaja exactamente en una de esas direcciones concretas, por ejemplo la <110> en el silicio y otros materiales de estructura diamante cúbico. Este efecto es conocido como formación de canales de iones y como efecto de formación de canales que es, es altamente no lineal y con pequeñas variaciones respecto de la orientación perfecta, lo que resulta en diferencias extremas en la profundidad de implantación. Por este motivo, gran parte de la implantación se ejecuta unos pocos grados desplazada respecto del eje, ya que errores de alineación mínimos tienen efectos más predecibles. No existe relación alguna entre este efecto y los canales iónicos de las membranas celulares. 
La formación de canales de iones puede ser directamente utilizada en la espectroscopia Rutherford de retrodispersión y otras técnicas relacionadas como método analítico para determinar la cantidad y profundidad del daño causado en materiales con finas películas cristalinas.

## Observaciones acerca de materiales peligrosos
En la implantación de iones que se lleva a cabo en el proceso de fabricación de obleas, es importante minimizar la exposición de los trabajadores a los materiales tóxicos empleados durante el proceso. Entre estos tóxicos destacan la arsina y la fosfina. Por esta razón, las instalaciones de fabricación de semiconductores están altamente automatizadas, debiendo contar con sistemas de liberación segura de botellas de gas a presión negativa. Otros elementos a tener en cuenta son el antimonio, el arsénico, el fósforo y el boro. Los residuos generados son liberados si se abren las máquinas a presión atmosférica, de modo que es necesario contar con bombas de vacío que los recojan. Es primordial no resultan expuesto a estos elementos carcinógenos, corrosivos, inflamables y tóxicos.

### Alta tensión
La existencia de fuentes de alta tensión en este tipo de instalaciones puede suponer un importante riesgo de electrocución. Además, las colisiones atómicas de alta energía pueden generar en algunos casos radioisótopos. Los operadores y el personal de mantenimiento deben conocer y observar todos los consejos de seguridad del fabricante y/o empresa encargada del equipo. Antes de entrar en una zona de alta tensión, los componentes terminales deben ser conectados a tierra con las herramientas adecuadas. Posteriormente deben apagarse y bloquearse las fuentes de tensión para evitar descargas inesperadas.